# حملة جوليان الفارسية
كانت حملة جوليان الفارسية آخر مهمة للإمبراطور الروماني جوليان، بدأت في مارس عام 363. كانت حربًا عدوانية ضد الإمبراطورية الساسانية التي كان يحكمها سابور الثاني.
حشد جوليان جيشًا كبيرًا، مستهدفُا العاصمة الساسانية طيسفون. ومن أجل تضليل الخصوم وتنفيذ هجوم بتكنيك الكماشة، أرسل كتيبة للانضمام إلى حليفه أرشاك الثاني في مملكة أرمينيا وللسيطرة على طريق دجلة من الشمال. في هذه الأثناء، تقدم جوليان بسرعة بجيشه الرئيسي وأسطوله الضخم، عبر نهر الفرات دون مقاومة تذكر، ودمر العديد من المدن المحصنة، ووصل إلى أسوار العاصمة الساسانية، حيث حُشدت هناك قوة كبيرة للدفاع عنها.
حقق الرومان انتصارًا خارج طيسفون، لكن الجيش الشمالي فشل في الوصول وبدت العاصمة المحصنة منيعة. ولذلك، لم يحاول جوليان محاصرة المدينة وعوضًا من ذلك، أحرق أسطول الإمدادات الروماني وسار إلى داخل بلاد فارس. لكن جيش سابور الثاني كان ما يزال يتجنب معركة واسعة النطاق واستخدم استراتيجيات الأرض المحروقة. نتيجةً لذلك، سرعان ما واجه جيش جوليان مشاكل في الإمداد واضطر إلى التراجع إلى الشمال. في هذه المرحلة، ظهر جيش سابور الثاني وبدأ بمضايقة أسراب الرومان الهاربة من خلال المناوشات. توفي جوليان متأثرًا بجراحه في إحدى هذه المناوشات، ووافق خليفته، جوفيان، على شروط مهينة من أجل إنقاذ بقايا جيشه المحبط و المنهك من الإبادة الكاملة.
نقلت معاهدة عام 363 إلى الحكم الفارسي ملكية مناطق متعددة وحصون حدودية بما في ذلك نصيبين وسينجارا، وتخلت عن التحالف الروماني مع أرمينيا، وأعطت سابور سلطة حكم الأمر الواقع لغزوها والاستيلاء عليها.

## الأهداف والاستعدادات
من غير المؤكد ما كان الهدف (الأهداف) العسكرية والسياسية للحملة، حيث اختلفت عليها المصادر القديمة والحديثة. وفقًا لأميانوس مارشيلينوس، كان هدف جوليان هو تعزيز شهرته كجنرال ومعاقبة الفرس على غزواتهم للمقاطعات الشرقية في روما؛ لهذا السبب، رفض عرض سابور الفوري بالمفاوضات. كان جوليان مؤمنًا مخلصًا بالديانة الرومانية القديمة. لاحظ بعض المؤلفين المعاصرين أنه كان ينوي الإسراع والحصول على الدعم للإحياء الوثني للإمبراطورية الرومانية والإجراءات ضد المسيحيين بعد هزيمة الإمبراطورية الساسانية، لأن هذا النصر سيكون دليلًا على دعم الآلهة الرومانية. كان من بين قادة الحملة هورمزد، شقيق سابور الثاني، الذي فر من الإمبراطورية الفارسية قبل أربعين عامًا وكان في استقباله الإمبراطور الروماني آنذاك قسطنطين العظيم، ويقال إن جوليان كان ينوي تنصيب هورمزد على العرش الفارسي. بدلاً من سابور، لكن استبدال حاكم ناجح بمن كان في المنفى لعقود هو هدف «غير مفهوم».
سأل جوليان عدة وسطاء روحيين رئيسيين عن نتيجة رحلته. كتب الفيلسوف سالوستيوس، وهو صديق لجوليان، ناصحًا إياه التخلي عن خطته، وأبُلغ بالعديد من النبوءات السلبية؛ لكنه مضى قدمًا بناءً على الحاح مستشارين آخرين. أصدر تعليماته لأرشاك الثاني في أرمينيا لإعداد جيش كبير، ولكن أرسل لوتشيليانوس إلى سامسات في أعالي وادي الفرات لبناء أسطول من السفن النهرية، دون الكشف عن الغرض منه. يعتقد العلماء أن هذه الاستعدادات قد أوحت لسابور أن خطة جوليان كانت القيام بغزو من الشمال، عن طريق وادي دجلة.

### التقدم
كان جوليان قد قضى الشتاء في أنطاكية في ولاية سوريا الرومانية. وفي 5 مارس عام 363 انطلق مع جيشه إلى الشمال الشرقي عن طريق بيروية (حلب)، وهيرابوليس (منبج)، حيث قُتل خمسون جنديًا في انهيار رواق معمد أثناء سيرهم تحته. حشد الجيش بأكمله هناك، وعبر نهر الفرات الأوسط وتوجه إلى كارهي (حران)، موقع المعركة الشهيرة التي هزم فيها الجنرال الروماني كراسوس وقتل عام 53 قبل الميلاد. كتب شاهد العيان أميانوس مارشيلينوس « يوجد من هناك طريقان ملكيان مختلفان يؤديان إلى بلاد فارس»: «طريق إلى اليسار يمرعبر حدياب وعبر نهر دجلة؛ وطريق إلى اليمين يمر عبر آشور وعبر نهر الفرات». استفاد جوليان من كلا الطريقين. أرسل كتيبة (تقدر بشكل مختلف بين 16000-30.000 حسب المصادر القديمة) تحت قيادة بروكوبيوس وسيباستيانوس باتجاه نهر دجلة حيث كان من المقرر أن ينضموا إلى أرشاك وجيشه الأرمني. ثم قاموا بمهاجمة الفرس من الشمال. وهكذا، من خلال حجز سابور في شمال بلاد ما بين النهرين، كان جوليان قادرًا على التقدم بسرعة أسفل نهر الفرات دون مقاومة، بينما كان من المفترض أن تنضم المجموعة التي في أرمينيا إلى جوليان في مدينة آشور. أشاد العديد من الباحثين المعاصرين باختيار الطرق، والتحركات السريعة، وحركات التضليل، بينما اعتبر البعض أن الخطة غير كافية فيما يتعلق بالإمداد، والتواصل، والاعتبارات المناخية، وصعوبة العبور بين دجلة والفرات بالقرب من نهر الملك في العراق.
اتجه جوليان، مع الجزء الأكبر من جيشه (الذي بلغ 65000 على الرغم من عدم وضوح ما إذا كان ذلك قبل أو بعد رحيل بروكوبيوس)، جنوبًا على طول نهر البليخ باتجاه نهر الفرات السفلي، ووصل إلى كالينيكوم (الرقة) في 27 مارس واجتمع أسطول مكون من 1100 سفينة إمداد و 50 قادسًا مسلحًا تحت قيادة لوشيليانوس. وهناك التقى جوليان بقادة «السارشيني» (البدو العرب) الذين قدّموا له تاجًا ذهبيًا. رفض جوليان  دفع الجزية التقليدية في المقابل؛ على الرغم من أنه طلب لاحقًا من مبعوثيهم الانضمام إليه. تبع الجيش اتجاه مجرى نهر الفرات إلى قرقيسيا (المدينة الحدودية) وعبروا نهر أبورس (الخابور) بمساعدة جسر عائم جمّع لهذا الغرض.

## تقدم الحرب

### من قرقيسيا إلى طيسفون
بمجرد عبوره الحدود، قام جوليان بتنشيط حماسة الجنود بخطاب ناريٍ، يشرح آمال وأسباب حربه، ووزع تبرعات مكونة من 130 قطعة من الفضة لجميع الجنود. قُسم الجيش في مسيرة الزحف إلى ثلاثة أقسام رئيسية. المركز بقيادة فيكتور، يتألف من كتائب المشاة الثقيلة؛ وسلاح الفرسان بقيادة آرينتيوس وهورمزد الفارسي المنشق على اليسار؛ والميمنة، تسير على طول ضفة النهر وتحافظ على الاتصال بالأسطول، تتكون أيضًا من المشاة، ويقودها نيفيتا. كانت الأمتعة والمؤخرة بقيادة داغالايفوس، بينما كانت فرق الكشافة بقيادة لوشيليانوس، وهو محارب قديم من نصيبين. تُركت كتيبة لا يستهان بها للاحتفاظ بقلعة قرقيسيا، حيث تحالفت العديد من القبائل العربية المتقلبة بالقرب من الحدود مع الفرس.
توغل جوليان بعد ذلك في بلاد آشور بشكل سريع. تمركز الجزء الرئيسي من سكان آشور في البلدات الواقعة على ضفاف نهر الفرات (على غرار تمركز سكان مصر على نهر النيل)، بينما كان الجزء الداخلي من البلاد، في معظمه، أرضًا صحراوية قاحلة. كانت آناثا (عانة) أول مستعمرة فارسية صادفها الرومان، والتي رغم استسلامها، قاموا بتدميرها. تحرك الجيش بعد ذلك عبر تيلوتا (جزيرة تيلبيس، التي غمرها سد حديثة الآن)، و أشياشالا(عرفت بشكل مختلف بحديثة أو جزيرة بيجان، وقد غمرها سد حديثة الآن)، وقد كان من الصعب الاستيلاء على كلا المدينتين. عبر جزء من الجيش في باراكسمالتشا (جزيرة بيجان؟). ثم وصلوا إلى دياتشيرا (الهيت)، ثم أوتزوغاردنا/ زارغارديا (موقعهما غير محدد)، هُجرت كلتا المدينتين ودمرهما جوليان. التقى الرومان بعدها بكتيبة ساسانية لأول مرة وهزموها. بعد ماشبراكتا / بيزيشانا (ماسيشين أم ميزيكي؟)، التي وصلوا إليها بعد مسيرة لمدة أسبوعين، حاصر جيش جوليان بيريزيبورا (الأنبار)، أكبر مدينة في بلاد ما بين النهرين بعد طيسفون. استسلمت المدينة بعد يومين أو ثلاثة ودمرت. استخدم جوليان نهر الملك القريب (القناة الملكية)، والذي كان الطريق الأسرع، لنقل الأسطول من نهر الفرات إلى دجلة. تحرك الجيش باتجاه الجنوب الشرقي مواحهًا صعوباتٍ وخسائر كبيرة. والأسوأ من ذلك، قام الفرس بغمر الأرض من خلال تدمير السدود وتحويل مياه قناة نهر الملك بعد أن اجتاز الرومان فيسينيا (غير محددة الموقع). ثم وصل جيش جوليان إلى بيترا (غير محددة الموقع). عند وصولهم وعلى بعد عشرة أميال من طيسفون، حوصرت مايوزامالتشا المحصنة واستوليَ عليها بعد عدة أيام من خلال عمليات التفخيخ. دمرت المدينة وقتل جميع سكانها تقريبًا. سار جوليان عبر ميناس سباتا، باتجاه مدينة سلوقية - طيسفون (المدائن).
ربما خدعت استعدادات أرشاك الثاني في أرمينيا سابور الثاني، لكن من المفروض أن يكون قد علم على الفور بتقدم الجيش الروماني الرئيسي على طول نهر الفرات. لاحظ الباحثون المعاصرون تجنبه هذا لمعركة ميدانية واسعة النطاق والسماح للجيش الروماني الرئيسي بالتقدم في عمق مدينة آشور.